# Höfen an der Enz
Höfen an der Enz è un comune tedesco di 1 718 abitanti, situato nel land del Baden-Württemberg.